# Aartsbisdom L'Aquila
Het aartsbisdom L'Aquila (Latijn: Archidioecesis Aquilanus; Italiaans: Arcidiocesi dell'Aquila) is een metropolitaan aartsbisdom van de Rooms-Katholieke Kerk in Italië, met zetel in L'Aquila.
De aartsbisschop van L'Aquila is metropoliet van de kerkprovincie L'Aquila waartoe ook de volgende suffragane bisdommen behoren:
- bisdom Avezzano
- bisdom Sulmona-Valva

Het bisdom werd in 1257 opgericht door paus Alexander IV. Sinds 1876 is het een metropolitane zetel. In 1972 kreeg het met de apostolische constitutie Cum Cognitum van paus Paulus VI de status van metropolitaan aartsbisdom. Het bisdom heeft 111.000 inwoners waarvan 99% katholiek is. Zij worden bediend in 147 parochies door evenzoveel priesters.
Sinds 2024 is Antonio D’Angelo aartsbisschop van L'Aquila.
Paus Benedictus XVI bezocht het aartsbisdom in april 2009, nadat het gebied was getroffen door een aardbeving.

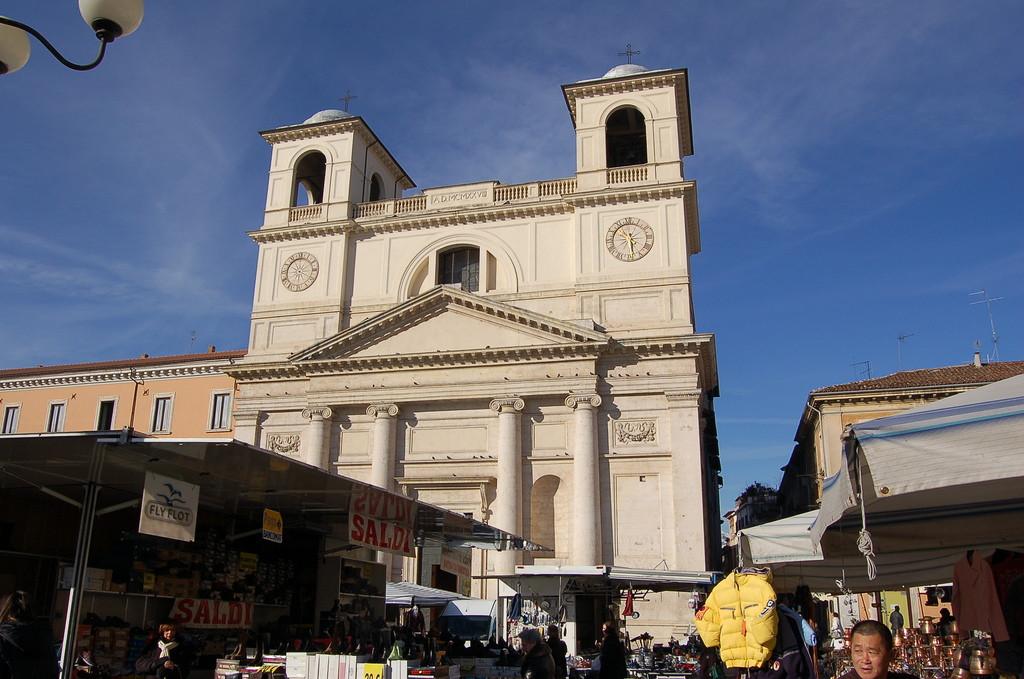
De kathedrale kerk dei Santi Massimo e Giorgio van L'Aquila
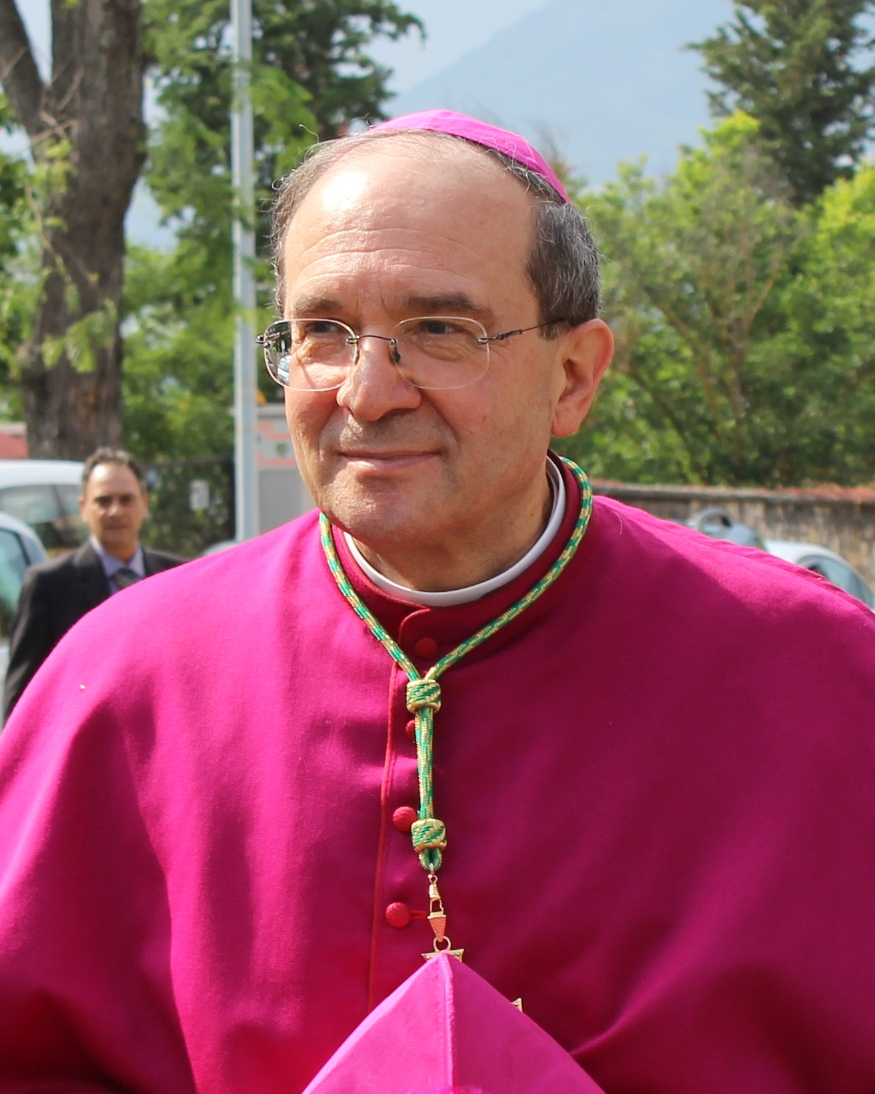
Aartsbisschop Giuseppe Petrocchi

## (Aarts)bisschoppen vanaf de twintigste eeuw
- Peregrin-François Stagni SM (1907-1916)
- Adolfo Turchi (1918-1929)
- Gaudenzio Manuelli (1931-1941)
- Carlo Confalonieri (1941-1950)
- Costantino Stella (1950-1973)
- Carlo Martini (1973-1983)
- Mario Peressin (1983-1998)
- Giuseppe Molinari (1998-2013)
- Giuseppe Petrocchi (2013-2024)
- Antonio D’Angelo (2024-heden)